# هنرى عيروط
الأب هنرى حبيب عيروط (1907 - 1969) واحد من الرواد الأوائل الذين اهتموا بتنمية القرية المصرية؛ ولد في 20 مايو1907 من أسرة من أصل سوري نزحت إلي مدينة القاهرة خلال عام 1818 . كان والده ويدعي حبيب عيروط يعمل مهندسا معماريا فاهتم بتعليمه وتثقفيه أفضل تعليم متاح في عصره؛ فالتحق بمدرسة العائلة المقدسة للآباء اليسوعيين بالفجالة؛ ثم سافر إلي فرنسا لدراسة علم الاجتماع بجامعة ليون حتي حصل علي درجة الدكتوراه وكانت في موضوع «أخلاق الفلاح وعاداته»؛ ولقد ترجمت إلي اللغة العربية تحت اسم «الفلاحون» وكان ذلك عام 1938 ؛ ؛ ثم سيم كاهنا علي الرهبنة اليسوعية في نفس السنة.

## العائلة المقدسة
سنة 1941 عين مديرا للجمعية الكاثولوكية للمدارس المصرية؛ ثم تولي رئاسة دير الآباء اليسوعيون بالمنيا ومدرسة الدير خلال الفترة من (1957 -1959). ثم عاد إلي القاهرة ليتولي رئاسة مدرسة العائلة المقدسة للآباء اليسوعيين خلال الفترة من (1962- 1968).سافر بعدها إلي الولايات المتحدة الإمريكية لإلقاء محاضرات في معهد دراسات الشرق الأوسط والأدني بجامعة كولومبيا. منحته الدولة وسام الجمهورية من الطبقة الأولي في يوليو 1969. ولم يكتف في اهتمامه بالقرية المصرية فقط؛ بل اهتم بوضع الفقراء في وسط وجنوب أفريقيا فسافر إلي هذه البلاد للخدمة هناك لتطوير القري الأفريقية؛ ونشر خبرته في هذا المجال في كتاب صدر باللغة الفرنسية بعنوان (Liaisons Africaines) نشرته أسرته في كتاب صدر بعد وفاته عام 1975 ويتضمن ملخصا وتقريرا عن زيارته لهذه البلاد. يعتبر واحدا من الرواد الأوائل الذين دعوا إلي أهمية الحوار مع الكنيسة القبطية الأرثوذكسية؛ وفي هذا المجال لعب دورا كبيرا جدا في الوساطة بين كنيسة الإسكندرية وكنيسة روما من أجل عودة جزء من رفات القديس مارمرقس الرسول إلي أرض مصر في 24 يونية 1968 إذ سافر إلي روما خصيصا وتقابل مع قداسة البابا بولس السادس للتفاهم في هذا الأمر. اهتم أيضا بالحوار المسيحي الإسلامي؛ وفي هذا المجال شارك مع الأب الراحل جورج شحاتة قنواتي والشيخ الراحل محمد يوسف موسي وفضيلة الشيخ الراحل محمد بدران في تأسيس "جمعية إخوان الصفا" وكان ذلك خلال عام 1944 ؛ والتي تحولت بعد ذلك إلي "جمعية الإخاء الديني" ومقرها كنيسة سيدة السلام بجاردن سيتي.

## رحيل مفاجئ
كان أيضا عضوا مؤسسا بالجمعية المصرية للدراسات الاجتماعية منذ عام 1937 وحتي وفاته؛ ومرشدا للكشافة المسيحية في مصر في عام 1952 ؛ عين عضوا بلجنة التربية المسيحية بوزارة التربية والتعليم؛ وعضوا بلجنة السياحة الدينية بوزارة السياحة. عين عضوا منتدبا بالمجمع العلمي المصري في عام 1968. ولقد توفي فجأة في يوم 10 أبريل 1969

## مشكلة الفلاحين
أما عن كتابه الوحيد المترجم باللغة العربية وهو كتاب «الفلاحون» فلقد ترجم إلي اللغة العربية لأول مرة عام 1942 ؛ وقام بالترجمة الدكتور محمد غلاب. بعد قيام ثورة يوليو كلف المؤلف كل من الأستاذ محيي الدين اللبان والأستاذ وليم داوود مرقص بالقيام بعمل ترجمة أخرى جديدة له بعد أن نقحه وأضاف إليه فصولا جديدة. قدم للكتاب الكاتب المعروف الأستاذ محمد العزب موسي؛ وكانت هذه هي الطبعة الثامنة من الكتاب وقد صدرت عام 1968. ثم قام المجلس الأعلي للثقافة بإعادة طبعه ضمن إصدرات المشروع القومي للترجمة الكتاب رقم 448 وصدرت في عام 2005. وكان من بين ما قاله الأستاذ محمد العزب موسي عن الأب عيروط في المقدمة (والأب عيروط رجل دين؛ شغلته مشكلة الفلاحين ولم يجد فائدة في إلقاء عظة من فوق المنابر؛ بل رأي أن يفعل شيئا من أجل طبقة تؤلف ثلاثة أرباع سكان هذه البلاد.وأحس الأب عيروط أن النجاح مقرون بالاستفادة من الدرس والفحص والعلم؛ فأمعن في دراسة تاريخ الفلاح وتعمق قضاياه الخاصة؛ فجمع لهذه الغاية الوثائق والمستندات) ولقد ذكر الأب عيروط في مقدمة الكتاب عن الصعوبات التي واجهته فقال (ونود أن نقول للقراء؛ إننا اعتمدنا في هذا البحث علي ما لاحظناه وحققناه بأنفسنا. وقد استغرق منا البحث والاستقصاء سنين عديدة؛ كانت فيها المشاهدة والتحري عدتنا؛ فنحن من مصر؛ ونعيش بين أهلها عيش المواطنين. وقد امتدت مشاهداتنا وملاحظتنا طوال السنين في مختلف أنحاء الريف؛ حيث لم ننقطع عن المشافهة والمحادثة والبحث والاستقصاء ووجوب أنحاء البلاد ومخالطة الطبقات حبا في الكشف والاستطلاع حتي جاء بحثنا نتيجة الملاحظة والتأمل الطويلين...لقد جاء هذا البحث وليد المشاهدة والتحقيق). وفي هذا الكتاب أيضا كتب فصلا عن حالة الفلاح بعنوان «بؤس الفلاح» قال فيه (يتمثل بؤس الفلاح في صورتين؛ الأولي بؤسه المادي وحرمانه من مقومات حياته الجسمية فهو فقير لا يكاد يجد القوت والملبس والمسكن. أما الصورة الأخرى لبؤسه؛ فهي معنوية تتمثل في حرمانه من التعليم؛ وجهله وذلته وهوانه علي نفسه وعلي غيره؛ حتي أصبح دون المستوي الإنساني من هذه الناحية..... أي ظلم أفدح؛ وأي وضع أنكي من وضع الفلاح؟ لقد حرم من نعمة التثقيف والترقية؛ والتربية والتعليم؛ ثم عوقب من ولاة أموره الذين تجب عليهم المسارعة إلي انتشاله مما هو فيه... تلك المآسي من فقر وجوع وجهل ومرض؛ من أسبابها التفكك والتمزق وانقطاع الصلة بين البلاد؛ فبين الوجه البحري والقبلي قطيعة وتباعد؛ ومثل ذلك بين العاصمة وسائر البلاد، الأمر إذن متعلق بإذكاء الشعور الإنساني في نفس هذا الجمهور الشهيد ورفع معنوية أفراده وجماعاته؛ وهذا واجب المثقفين من أبنائه، هذه الرسالة السامية؛ هي رسالة المعلمين ورجال الدين هم قبل غيرهم وهم الذين تدعوهم طبيعة عملهم إلي الاندماج والاختلاط بطبقات الأهلين وكل من يسهل هذه الرسالة ويساعد علي أدائها؛ يؤدي للوطن أنبل وأقدس واجب إنساني).